# 伯馬石油有限公司訴總檢察長
伯馬石油有限公司訴總檢察長（英語：Burmah Oil Co Ltd v Lord Advocate；[1965] AC 75），是一个在蘇格蘭提告的法院案件，其最终在英國上議院中做出裁決。該案件是英國憲法中的一個重要決定，在當時具有不同尋常的法律影響，並引起極大爭議。

## 經過
這起案件涉及1942年第二次世界大戰期間，英國軍隊對緬甸油田的破壞。英方為了防止在其撤退後石油裝置等有關戰略性設施落入推進的大日本帝國陸軍的手中，下令進行在緬甸採取「焦土政策」的軍事行動，並炸毀其公司在緬甸的油田及設施。而事後，英國政府拒絕伯馬石油公司的賠償要求，且並未做出任何賠償；其直接影響了伯馬石油有限公司，因此該公司對英國政府採取法律行動。而英國政府方由蘇格蘭檢察總長（Lord Advocate）代表。
在蘇格蘭高等民事法院的外庭，基爾布蘭登勳爵發現了支持伯馬石油的理據。當局提出上訴。高等民事法院內庭第一分部一致推翻了以下決定。隨後，伯馬石油向上議院提出上訴。

## 大法官
上議院一共委任了5個大法官，負責最終的裁決結果。他們分別為：李特勳爵、拉德克利夫子爵、霍德森勳爵、皮爾斯勳爵、阿普約翰勳爵。最終，上議院以3比2通過判決，裁定英國政府需要賠償伯馬石油有限公司在緬甸軍事行動中，炸毀的設施所造成的財產損失。
以下為各法官的觀點：

### 同意

#### 霍德森勳爵
霍德森勳爵（Lord Hodson）認為：「在這項上訴中產生的核心問題是：對於財產根據其特權權力銷毀的財產是否應當支付或不支付賠償金以防止其落入敵人手中。」

#### 皮爾斯勳爵
皮爾斯勳爵（Lord Pearce）認為：「在閣下之前，官方摧毀追討者財產的權力範圍就一直備受爭議。雙方都同意破壞是合法的。我有點懷疑這是憑藉官方的某方面特權來完成的，因為這是在戰爭和危險時期保護其領土和公民的權利和義務。」

#### 阿普約翰勳爵
阿普約翰勳爵（Lord Upjohn）認為：「我發現我自己與我那高尚和學識淵博的朋友——李特勳爵和皮爾斯勳爵——所表達的觀點達成瞭如此普遍的一致，他們的觀點我有機會閱讀；我不打算耽擱閣下很長一段時間。我也發現蘇格蘭高等民事法院外庭法官（Lord Ordinary）的判斷非常引人注目，我已經為他找到了充分的權威引用。」

### 反對

#### 拉德克利夫子爵
拉德克利夫子爵（Viscount Radcliffe）認為：
|  | 我認為這是一個非常特殊的案例。 我認為，僅僅根據訴狀，這是不方便的。 我非常懷疑它是否在真正的基礎上進行。 雙方同意有關的破壞行為是合法的，無論如何，上訴人的案件完全取決於他們在行使特權時所做的理論。 被訪者的論點中有很多（但不是全部）接受了這一立場。 正如我們只是含糊地知道這個特權是什麼，甚至在歷史上何時以及在什麼場合斷言時都有更多的信息，我越來越不確定我們真正在談論的是什麼。 |

#### 李特勳爵
李特勳爵（Lord Reid）認為：
|  | 在閣下向他們提起訴訟之前，一共有4起案例根據1857年的《官方訴訟法令》對他們提起訴訟。當與日本爆發戰爭時，這些公司在緬甸擁有廣泛的財產，包括油井、管道、煉油廠、其他建築物和石油，還有其他貨物的庫存。 當日本人入侵緬甸時，這些被英國政府下令摧毀；上訴人聲稱，他們有權支付這筆款項，以使債權人因破壞而遭受的損害。蘇格蘭高等民事法院外庭法官、基爾布蘭登勳爵，兩人拒絕了懇求，債權者的申請是無關緊要的，並且允許在回答之前提供證據。1963年3月14日，上訴者提出了第一次訴訟的請求，但被駁回。而現在上訴人尋求外庭法官作為對話者恢復訴訟。 |

又認為：
|  | 在我因此看來，這種情況轉變為所謂的戰爭傷害的例外程度。這種損害必須包括在作戰過程中造成的意外和蓄意破壞。無論傷害是無意還是我們的砲兵或飛機驅逐敵人或敵人驅逐我們的部隊都無關緊要。在敵人實際捕獲它之前，同樣必須適用於建築物或橋樑的破壞。而且，如果這種建築物或橋樑的賠償權取決於敵人在被摧毀時的距離，那將是荒謬的。但是我認為瓦特爾在對比故意做的行為（自由和預防措施）與不可避免的必然性造成的損害（不可避免的必要條件）之間是正確的。他的例子表明，他的意思是由對立勢力的傾向決定的。在戰爭期間可能有必要建立新的機場或訓練場地，必要性可能是不可避免的，但任何評論員所說的那種事情都不會出現在例外情況之內，這是不可避免的必要因為實際上沒有選擇：例如，該國家可能只有一家工廠或一個特定用途的工廠。 |

## 判決
英國上議院以3比2大比數通過，然而拉德克利夫子爵和霍德森勳爵則存有異議。上議院認為：「虽然损害是合法的，因其相當於徵用財產；但任何徵用行為都是為了公眾的利益而進行的，是為了犧牲了個人而獲益大眾。因此，其財產所有人應該從公共資金中獲得補償。」
上議院大法官裁定石油公司有權向政府索賠，「不受慣用的『戰爭損失無須賠償』的法例限制」。政府需向伯馬石油公司支付四百六十萬英鎊。

## 結果
在伯馬石油有限公司訴總檢察長案宣判後，英國政府為避免引發大量戰爭索償上訴，於國會通過《1965年戰爭損害法令》。該法令在伯馬石油有限公司訴總檢察長案之後頒佈，是一項十分罕見的具有追溯效力的英國法令。
其行為導致本判例與《1965年戰爭損害法令》在當時廣為討論，民眾開始對法律出現信任問題。

## 影响

### 英國
最終，英國政府為避免伯馬石油有限公司訴總檢察長案引發大量戰爭索償上訴，立刻在同年修例。國會通過《1965年戰爭損害法令》（War Damage Act 1965），此法令訂明具有追溯性，成為「具追溯力法律」（Ex Post Facto Law），定明可涵蓋過去的兩次大戰（第一次世界大戰及第二次世界大戰）。
由於通過了一項追溯性的國會法令（即《1965年戰爭損害法令》；）導致判決結果被阻擾，令大眾失望。該法令追溯豁免除官方在其所從事戰爭期間、在其預期的戰爭中由於官方合法行為而對財產造成的損害、或毀壞等等之賠償責任。
由於英國政府通過新立具追溯力法律，直接阻擾了判決，繞過了判決的約束。此案後續發展事情違反了法治精神中的不溯及既往原則、「法庭的決定是維護人權的最後防線」原則。

### 烏干達
烏干達共和國阿魯阿高等法院在判決時，引用了該案例。文中說道：
|  | 在普通法中，在與敵人作戰期間奪取或摧毀財產並不會引起任何賠償要求，無論是由官方武裝部隊還是由攜帶武器保衛其國家或敵人。⋯⋯例如，在第一次世界大戰期間，在「伯馬石油公司（伯馬貿易）訴總檢察長案」中，[1965] AC 75 中引用的1915年的案例中，軍事當局佔用了肖勒姆小型機場的土地。業主對所提供的賠償表示不滿，並聲明尋求他們有權獲得適當的賠償。官方辯稱，這塊土地是由官方特權所取代的，或者是1914年的《王國防禦法令》所規定的。據此，任何一方都沒有法律規定的賠償。⋯⋯ |

並提到：
|  | 從未澄清過的問題是，在為了國防目的而故意採取財產時是否應支付賠償的問題，例如：訓練部隊，製造彈藥，獲得維持現役部隊所需的各種物資，以及經濟戰和各種目的對於進行戰爭至關重要，但不是立即與維持戰鬥服務有關。而澄清的機會出現在「伯馬石油（伯馬貿易）有限公司訴總檢察長案，[1965] AC 75，[1965] 2 All ER 348，[1964] 2 WLR 1231」，1939年至1945年戰爭期間，總指揮幹事下令將仰光附近的上訴人石油設施摧毀。由於日本人正在推進，政府希望剝奪他們的資源。這是在日本佔領仰光的前一天完成的。問題是：是否應為這種破壞支付賠償金。政府正在行使特權，要求他們支付賠償金。他們警惕通過現代眼鏡看待老當局，同時注意不要忽視憲法法律和法理的許多變化，他們的大法官將這種情況與戰爭過程中財產遭到破壞或毀壞的情況區分開來。 |

### 香港
有支持全國人大第五次釋法者認為：「此次判例涉及在判決前幾十年發生的行為，跟人大釋法關於港獨議員在上月的辱華宣誓非常類近，都對未審結案件具有法律約束力，無需訂明追溯性。」

## 其他條目
- 法治
- 英國憲法
- 英國公司法
- 1965年戰爭損害法令
- 英國公共服務法（英语：UK public services law）